# Оценка состояния бумажных денежных знаков
Оценка состояния (grade) является самым спорным аспектом бумажных денежных знаков (бон, банкнот), собирающихся сегодня. Небольшие различия в оценке состояния могут значительно повлиять на различия в цене. Процесс оценки состояния субъективен, на него влияют множество факторов. Даже очень опытный человек может оценить состояние одного и того же денежного знака в разных случаях по-разному.
Чем выше оценка состояния денежного знака, тем большую ценность он имеет среди коллекционеров. Кроме того, оригинальные денежные знаки ценятся выше чем те, которые были почищены, помыты, подклеены, поглажены и т. д..
Число коллекционеров денежных знаков (бон, банкнот) постоянно увеличивается, поэтому «гонка» за денежными знаками в хорошем состоянии приводит к тому, что они продаются по цене выше, чем ожидалось. Например, денежный знак в состоянии F — может быть оценен в 100$, в состоянии VF — 200$, а в состоянии UNC — 700$. Причина проста — «спрос и предложение». Намного больше денежных знаков можно найти в плохом состоянии, чем в хорошем.

## Осмотр денежного знака
Для того, чтобы правильно оценить состояние денежного знака, его необходимо рассматривать, вынув из холдера и при хорошем освещении. Поворачивайте денежный знак так, чтобы свет падал на него под разными углами. Посмотрите на просвет, поднеся поближе к свету, в этом случае вы сможете увидеть складки, которые трудноразличимы.
Очистка, мытьё или глажка очень вредны и снижают стоимость. По крайней мере, вымытый или отглаженный денежный знак может потерять свой блеск, и его поверхность может стать безжизненной и блёклой. Дефекты, которые были на нём, такие как сгибы и складки, всё равно останутся, их можно будет обнаружить под ярким светом. Обработка знака, который был в состоянии Extra Fine, автоматически уменьшит его оценочное состояние (grade) по крайней мере на один пункт.

## Уровни оценки состояния денежных знаков

### Uncirculated (Unc)
Не циркулировавший денежный знак, не имеющий абсолютно никаких следов износа или даже наклеек. Бумага чистая, без пятен, цвета не изменены. Углы
острые, прямые. Нет ни малейшего округления, изгиба или дырочки, повреждения. Без следов обработки или выдержки под прессом. Денежный знак в идеальном состоянии. Имеет свой оригинальный, естественный блеск.

### About Uncirculated (AU)
Почти не циркулировавший денежный знак с некоторым незначительным износом. Может иметь след от мокрых рук банковского кассира, либо незначительный и поддающийся выравниванию сгиб посередине или сбоку (но не излом!). Европейцы часто обозначают AU как EF-Unc, также иногда — AUnc.

### Extremely Fine (XF или EF)
«Чрезвычайно прекрасная» сохранность. Очень привлекательный знак, с лёгким износом. Может иметь не более трёх лёгких изгибов, поперечных или
продольных (но не пересекающихся!) или один сильный излом. Бумага чистая, цвета не изменены, пятен нет. Углы могут иметь лёгкие признаки закругления. Знак может иметь лёгкий износ на краю изгиба.

### Very Fine (VF)
«Очень прекрасная» сохранность. Привлекательный знак, но имеющий заметные следы обращения. Может иметь несколько продольных и поперечных изгибов
одновременно, но бумага всё ещё свежая, не ветхая и не «изжёванная». Могут быть следы небольших пятен. Углы слегка потрёпаны, но больших закруглений нет.

### Fine (F)
«Прекрасная» сохранность. Денежный знак, который имел долгое хождение, с большим количеством изгибов, изломов и морщин. Бумага не очень грязна, но может иметь пятна. Грани могут иметь большую обтрёпанность, с небольшими надрывами по краю. Надрывы не простираются вглубь знака. Нет ни малейшей дырочки в центре из-за сворачивания. Цвета ясны, но уже не очень ярки.

### Very Good (VG)
«Очень хорошая» сохранность. Многократно использованный денежный знак, но не повреждённый. Углы могут иметь заметные признаки износа и округления, а также наклейки. Надрывы могут простираться вглубь знака, может быть изменение цветов, может иметься маленькая дырочка в центре знака от чрезмерного сворачивания. Никакие части знака не могут быть вырваны. Денежный знак категории VG может иметь всё ещё привлекательный вид.

### Good (G)
«Хорошая» сохранность. Сильно истрёпанный знак. Естественное повреждение от длительного обращения может включать: сильные многократные изгибы и изломы, пятна, дырочки, надрывы края, протёртую дырочку в центре, округлённые углы и вообще непривлекательный вид. Никакие большие части знака не могут отсутствовать. Несмываемые (нестираемые) посторонние надписи обычно «сдвигают» даже новенькую бону в категорию Good.

### Fair (FR)
«Посредственный» денежный знак: полностью «хромой» (со множеством морщин), грязный и очень сильно изношенный. Большие разрывы, дырочки и запачканные участки. Краски местами полностью выгорели.

### Poor (PR)
«Плохой». Денежный знак с серьёзными повреждениями из-за износа: отсутствуют части поля, есть несмываемые надписи, чернильные пятна, дыры. Может иметь склеивающую ленту, держащую части знака вместе. Может иметь доклеенные углы. В коллекцию включают только в случае чрезвычайной редкости.

## Уровни оценки состояния в разных странах
| Country / Grade | Uncirculated | About Uncirculated | Extremely Fine | Very Fine | Fine     | Very Good | Good   | Fair | Poor     |
| --------------- | ------------ | ------------------ | -------------- | --------- | -------- | --------- | ------ | ---- | -------- |
| США и Англия    | UNC          | AU                 | EF or XF       | VF        | F        | VG        | G      | FR   | PR       |
| Бразилия        | (1) FE       | -                  | (3) S          | (5) MBC   | (7) BC   | (8)       | (9) R  | -    | UTGeG    |
| Китай           | -            | -                  | -              | -         | -        | -         | -      | -    | -        |
| Чехия           | -            | -                  | -              | -         | -        | -         | -      | -    | -        |
| Дания           | 0            | -                  | 01             | 1+        | 1        | 1-        | 2      | -    | 3        |
| Финляндия       | 0            | -                  | 01             | 1+        | 1        | 1-        | 2      | -    | 3        |
| Франция         | NEUF         | -                  | SUP            | TTB       | TB       | B         | TBC    | -    | BC       |
| Италия          | FdS          | -                  | SPL            | BB        | MB       | B         | M      | -    | -        |
| Германия        | I (BFR)      | -                  | II (VZGL)      | III (SS)  | IV (S)   | V (SG)    | VI (G) | -    | VII (GS) |
| Япония          | Mishiyo      | -                  | Goku Bihin     | Bihin     | Futsuhin | -         | -      | -    | -        |
| Литва           | (0) NP       | -                  | (1) YP         | (2) LP    | (3) P    | (4) LG    | (5) G  | -    | (6) M    |
| Нидерланды      | FDC / UNC    | -                  | PR             | ZF        | F        | ZG        | G      | -    | -        |
| Норвегия        | 0            | -                  | 01             | 1+        | 1        | 1-        | 2      | -    | 3        |
| Польша          | -            | -                  | -              | -         | -        | -         | -      | -    | -        |
| Португалия      | Novo         | -                  | Soberbo        | Muito Bo  | -        | -         | -      | -    | -        |
| Румыния         | NC           | -                  | -              | FF        | F        | FBC       | BC     | -    | M        |
| Россия          | -            | -                  | -              | -         | -        | -         | -      | -    | -        |
| Испания         | Lujo         | -                  | SC, IC or EBC  | MBC       | BC       | -         | RC     | -    | MC       |
| Швеция          | 0            | -                  | 01             | 1+        | 1        | 1-        | 2      | -    | -        |

| Франция NEUF — Neuf SUP — Superbe TTB — Tres Tres Beau TB — Tres Beau B — Beau TBC — Tres Bien Conserve BC — Bien Conserve | Германия BFR — Bankfrisch VZGL — Vorzüglich SS — Sehr Schön S — Schön SG — Sehr Gur erhalten G — Gut erhalten GS — Gering erhalten Schlecht | Италия FdS — Fiore di Stampa SPL — Spledido BB — Bellissimo MB — Molto Bello B — Bello M — Mediocre                                                                               |
| Литва NP — Nepriekaistingas YP — Ypatingai Puikus LP — Labai Puikus P — Puikus LG — Labai Geras G — Geras M — Menkas       | Нидерланды UNC — Ongecirculeerd PR — Prachtig ZF — Zeer Frai (Zeer Mooi) F — Fraai (Mooi) ZG — Zeer Goed G — Goed                           | Испания EBC — Extraordinariamente Bien Conservada SC — Sin Circular IC — Incirculante MBC — Muy Bien Conservada BC — Bien Conservada RC — Regular Conservada MC — Mala Conservada |